# 비스트리차오브소틀리

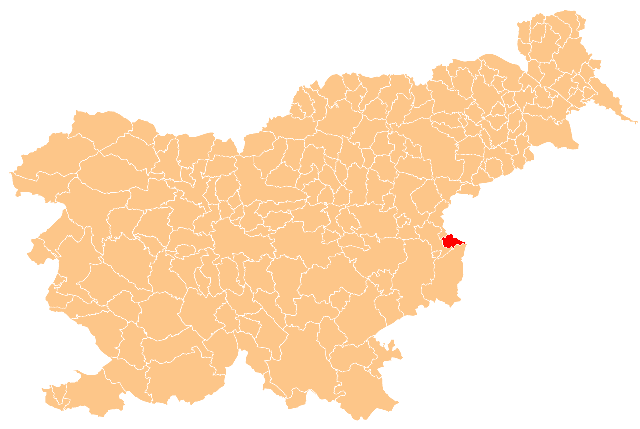
비스트리차오브소틀리의 위치

비스트리차오브소틀리(슬로베니아어: Bistrica ob Sotli)는 슬로베니아의 도시로 면적은 31.1km2, 인구는 1,460명(2002년 기준), 인구 밀도는 46.9명/km2이다.